# Platycorypha
Platycorypha är ett släkte av insekter. Platycorypha ingår i familjen rundbladloppor.
Kladogram enligt Catalogue of Life:
| Platycorypha | \| \| Platycorypha nigrivirga \| \| \| \| \| \| Platycorypha princeps \| \| \| \| |
|              | \| \| Platycorypha nigrivirga \| \| \| \| \| \| Platycorypha princeps \| \| \| \| |
|              | Platycorypha nigrivirga                                                           |
|              |                                                                                   |
|              | Platycorypha princeps                                                             |
|              |                                                                                   |